# Адамон Ныхас
А́дамон Ныха́с (осет. Адæмон Ныхас — «голос народа», «народный совет») — югоосетинское националистическое (национально-освободительное) общественное движение, действовавшее с 1988 по 1994 год.
Движение вначале выступало в поддержку перестройки и против политики грузинизации, а также за создание с Северо-Осетинской АССР совместной Осетинской ССР. После распада СССР приобрело форму политической партии, выступающей за полное отделение Южной Осетии от Грузии и создание полностью независимой страны.

## История
По словам Зары Абаевой, движение возникло в студенческой среде Юго-Осетинского научно-исследовательского института в ноябре 1988 года. Первым лидером был избран доцент кафедры истории ЮОГПИ Алан Чочиев.
Весной 1989 года Чочиев опубликовал открытое письмо, заявлявшее о поддержке его сторонниками абхазской кампании против разделения трёхъязычного Абхазского госуниверситета и создания на базе одной из Сухумских школ филиала грузинского Тбилисского госуниверситета  (финал кампании позже станет известен как Сухумские волнения). Письмо вызвало первые столкновения между осетинами и грузинами в Южной Осетии; в частности 26 мая, в годовщину провозглашения независимости Грузии в 1918 году, произошли столкновения между отдельными группами грузин (сторонниками Звиада Гамсахурдиа) и местными осетинами. Противостояние усилилось, когда грузины выступили с декларациями и манифестациями, призывающими к суверенитету и независимости Грузии от Советского Союза, в то время как Южная Осетия ответила стремлением к большей автономии и в конечном итоге отделению от Грузии.
Грузинские власти начали критиковать Чочиева и за его поддержку стремления абхазов к независимости (после Сухумских волнений воспринимавшихся в Грузии «террористами»), и за его требования повысить статус Южной Осетии с возможными гарантиями безопасности со стороны Советского Союза (оцениваемого в роли российского «угнетателя», манипулирующего этническими группами с целью «разделять и властвовать»).
В сентябре 1989 года Адамон Ныхас обратился в Совет Министров СССР, в Верховный Совет СССР и Центральный Комитет КПСС с протестом против недемократичной и неконституционной программы по грузинскому языку, а также с требованием вынести на пленум национальностей ЦК КПСС вопрос об объединении Северной и Южной Осетии в одну независимую республику.
В ноябре 1989 года Верховный Совет Южной Осетии принял постановление, требующее признать осетинский язык государственным языком автономной области. Предложение было отклонено как Москвой, так и Тбилиси. В том же месяце активисты Адамон Ныхас совместно с военными из РСФСР выступили против проводимого Звиадом Гамсахурдия похода на Цхинвали.
В августе 1990 года, накануне парламентских выборов в Грузии, Юго-Осетинская АО приняла декларацию о суверенитете и вскоре после этого объявила регион самостоятельной Советской Республикой. В ответ Верховный Совет Грузии принял закон о выборах, запрещающий участие в выборах региональных партий, таких как Адамон Ныхаз или Айдгылара.
В 1991 году Адамон Ныхас опубликовал связанное с землетрясением в Южной Осетии обращение к участникам I- го Международного конгресса памяти А. Сахарова. В нём выражалась благодарность Германии за оказанную гуманитарную помощь и заявлялось, что самопровозглашённое югоосетинское правительство на тот момент располагалось в Северной Осетии.
После распада СССР, отделения Грузинской ССР и последовавшего (в декабре 1991 года) провозглашения Южной Осетией собственной независимости прошли и первые выборы в её парламент; представители «Адамон ныхас» вошли в состав первого созыва, первым лидером ЮО (председателем Верховного Совета) также стал член Адамон Ныхас Торез Кулумбегов. Чочиев стал заместителем председателя парламента Южной Осетии, а «Адамон ныхас» стала ведущей югоосетинской общественно-политической организацией. Чочиев оставался председателем партии и занимал руководящие должности в административном аппарате до 1994 года.
В последующие годы Чочиев был трижды осужден властями Южной и Северной Осетии: в 1995 году на 5 лет (за хищение; вышел досрочно в 1998), в 2003 году на 2 года (клевета и «возбуждение национальной, расовой и религиозной вражды», вышел в 2004) и в 2006 (разжигание розни и вражды). «Адамон Ныхас» прекратил существование, однако её активные участники продолжили встречаться, на официальном уровне отмечая годовщины её основания. В реальной политике и правозащитной деятельности организация не участвует, хотя периодически предпринимаются инициативы по её возрождению.
В 2022 году Алан Чочиев умер в эмиграции в Германии, где находился из-за остававшегося в силе уголовного дела.